# Autoroute A28 (France)
Pour les articles homonymes, voir A28.
L’autoroute A28 est une autoroute française allant d’Abbeville à A10 (Tours) et passant par Rouen (où elle s’interrompt), reprend au niveau de l'A13 à Bourg-Achard, Alençon et Le Mans où elle s'interrompt à nouveau sur l'A11 sur 10 km). Elle fait partie de la liaison européenne nord-sud contournant la région parisienne, bénéfique pour les ports du Havre et de Rouen. La section entre Abbeville et l’A29 fait partie de l’Autoroute des Estuaires.
Le tronçon entre Rouen et Tours est inscrit au Schéma Directeur Routier National en 1987. De Tours à Alençon, l'A28 est couverte par Radio VINCI Autoroutes (107.7FM).
Le tronçon entre Rouen et Alençon est inauguré le 21 octobre 2005 par le premier ministre Dominique de Villepin. Les travaux ont débuté en 2001, nécessitant la construction d'ouvrages d'art importants comme les deux viaducs surplombant le Bec et la Risle.

## Gestion
D'Abbeville à Rouen, l'autoroute a été construite par le Ministère de l'Équipement, des Transports, du Logement, du Tourisme et de la Mer. Longue de 97 km, c'est une autoroute gratuite. Cette section est entretenue par la DIR Nord-Ouest.
De Rouen à Alençon, l'autoroute est exploitée par ALiS (concessionnaire regroupant notamment Bouygues TP et la SANEF), il s'agit de la première portion d'autoroute française ouverte à un appel d'offres européen. Il a fait suite à l'abandon, en 1998 du projet proposé par la Société des Autoroutes Paris-Normandie qui avait acquis, à l'origine, la concession en 1995. Elle a une longueur de 125 km. Il y a deux viaducs majeurs, tous deux non loin de la commune de Brionne et tous deux à une voie limitée à 90 km/h : le viaduc de la Risle et le viaduc du Bec. Elle a été ouverte le 27 octobre 2005.
D'Alençon à l'A10 (Tours), l'autoroute est exploitée par Cofiroute. La portion reliant Écommoy à Tours a longtemps été arrêtée au sud d'Écommoy à la suite de la découverte d'une espèce de scarabées protégée par la Convention de Berne : Osmoderma eremita ou Pique-prune . Les travaux n'ont pu reprendre qu'en 2004. Elle a été mise en service le 14 décembre 2005.

## Son parcours
- Carrefour giratoire entre A28, RD 1001 et RD 928, au nord d'Abbeville :
  - RD 928 : Arras, Crécy-en-Ponthieu, Hesdin
  - RD 1001 : Boulogne-sur-Mer, Berck, Rue, Nouvion, Stadium Automobile
  - RD 1001 : Abbeville - centre, Hippodrome
  -  A28 : Boulogne-sur-Mer, Berck, Amiens, Paris, Eu-Le Tréport, Rouen

Section non-concédée gérée par la DIR Nord-Ouest et gratuite.
- Début de la section Abbeville - Rouen, Début de l'autoroute A28. Périphérie d'Abbeville.
- Échangeur entre A16 et A28 : Amiens, Paris, Berck, Boulogne-sur-Mer, Calais
- 1 Baie de Somme à 1 km : Cayeux-sur-Mer, Saint-Valery-sur-Somme, Le Crotoy, Abbeville - Menchecourt
- 2 Val de Somme à 4 km : Le Tréport, Friville-Escarbotin, Abbeville - Mautort
  -  Fin de Périphérie d'Abbeville.
- 3 Monts Caubert à 10 km : Mareuil-Caubert, Moyenneville, Abbeville - Gare
  -  Aire de repos de Béhen (dans les deux sens)
- 4 Le Vimeu à 18 km : Saint-Maxent, Martainneville, Tours-en-Vimeu, Oisemont, Friville-Escarbotin
  -  Aire de service du Translay (dans les deux sens)

Passage du département de la Somme à celui de la Seine-Maritime. Passage de la région des Hauts-de-France à la région de Normandie.
- 5 Vallée de la Bresle à 29 km : Eu - Le Tréport, Beauvais, Blangy-sur-Bresle - Z. I, Aumale, Gamaches
- 6 L'Yère et la Haute Belloy à 47 km : Londinières, Foucarmont
  -  Aire de repos du Bois du Coudroy (dans les deux sens)
- 7 Le Plateau de la Mare à 56 km (depuis et vers Abbeville) : Neufchâtel-en-Bray - nord
- Échangeur entre A29 et A28 à 56 km : Amiens, Reims, Lille

Début du tronc commun avec l'A29
- 8 Portes du Pays de Bray à 58 km (depuis et vers Rouen) : Amiens par RD, Neufchâtel-en-Bray - nord
- 9 Le Four Rouge à 63 km : Neufchâtel-en-Bray - sud, Neufchâtel-en-Bray - centre
- 10 Les Hayons à 68 km : Dieppe, Forges-les-Eaux, Saint-Saëns
  -  Aires de service de Maucomble (sens Abbeville-Tours),  de Bosc-Mesnil (sens Tours-Abbeville)
- 11 Saint-Saëns - Le Pucheuil à 66 km : Le Havre, Fécamp, Tôtes, Saint-Saëns
- Échangeur entre A29 et A28 à 66 km (depuis et vers Abbeville) : Le Havre, Caen

Fin du tronc commun avec l'A29
- 12 Le Moulin d'Ecalles à 87 km : Buchy, Montville, Forges-les-Eaux
  -  Avant fin de l'autoroute à 8,5 km.
  -  Aire de repos de Quincampoix (dans les deux sens)
  -    Rappel Fin de la section Abbeville - Rouen. Fin de l'autoroute A28, début de la Traversée de Rouen (RN 28, RN 338 et RN 138).  Contournement par l'A133 et l'A134 en projet.
- 13 Bois-Guillaume à 101 km : Isneauville, Quincampoix, Bois-Guillaume, Mont-Saint-Aignan, Maromme, Fontaine-le-Bourg

Section concédée à ALIS et payante. (0,271 € par km pour 124,500 km en avril 2025)

- Échangeur entre A13 et A28 : Paris, Rouen, Calais, Nantes, Caen, Lisieux, Le Havre, Fécamp
  -  Début de la section Bourg-Achard - Le Mans, Début de l'autoroute A28.
  -  Portion courte avant le péage.
  -  Avant péage.
- Péage de Roumois (à système fermé).
  -  Après le péage.
- 13 Brionne à 152 km : Elbeuf, Bourgtheroulde, Le Neubourg, Brionne +  Aire de repos du Domaine d'Harcourt (dans les deux sens)
- 14 Bernay à 173 km : Évreux, Lisieux, Le Havre par RD, Pont-Audemer, Brionne, Bernay +  Aire de repos de Risle et Charentonne (dans les deux sens)
- 15 Orbec à 191 km : L'Aigle, Orbec, Broglie

Passage du département de l'Eure à celui du Calvados.

Passage du département du Calvados à celui de l'Eure.

Passage du département de l'Eure à celui de l'Orne.
- Aire de service des Haras (dans les deux sens)
- 16 Gacé à 203 km : Lisieux, L'Aigle, Vimoutiers, Gacé
  -  Aire de repos des Sources de l'Orne (dans les deux sens)
- Échangeur entre A28 et A88 à 222 km : Caen, Flers, Argentan, Mortagne-au-Perche, Sées - nord, Falaise
- 17 Sées : Sées - sud
- 18 Alençon - nord à 242 km : Saint-Malo, Dreux, Alençon - centre, Mortagne-au-Perche, Pré-en-Pail +  Aire de service de la Dentelle d'Alençon (dans les deux sens)

Section concédée à Cofiroute et payante.

Passage du département de l'Orne à celui du département de la Sarthe.
Passage de la région de Normandie à celui de la région des Pays de la Loire.
- 19 Alençon - sud à 250 km : Le Mans par RD, Alençon - centre, Arçonnay, Mamers
- 20 Mamers à 261 km : Sillé-le-Guillaume, Mamers, Fresnay-sur-Sarthe
  -  Aires de repos Joël Boisgard (sens  Abbeville-Tours),  de La Suzannerie (sens Tours-Abbeville)
- 21 Beaumont-sur-Sarthe à 275 km : Ballon, Beaumont-sur-Sarthe
  -   à 200 m. Avant réduction à 1 voie.
  -   Réduction à 1 voie.
  -   Sur l'échangeur.
- Échangeur entre A11 et A28 +  22 Le Mans - Z. I. Nord à 292 km : 
  - A11: Rennes (A81), Nantes, Le Mans - Université
  -  22 : Le Mans - centre, Sillé-le-Guillaume, Coulaines, Le Mans - Z. I. Nord
  - Fin de la section Bourg-Achard - Le Mans, Fin de l'autoroute A28.

- Échangeur entre A11 et A28 à 302 km : Paris, Chartres
  -   Début de la section Le Mans - Tours, Début de l'autoroute A28,
- 23 Le Mans - Z. I. Sud à 308 km : Orléans, Blois, Le Mans - centre, Saint-Calais, Le Mans - Z. I. Sud
- 24 Parigné-l'Évêque à 315 km : Parigné-l'Évêque
  -  Aires de repos des Perrières (sens  Abbeville-Tours),  de Croiselles (sens Tours-Abbeville)
- 25 Écommoy à 328 km : Écommoy
- 26 Montabon à 344 km : Château-du-Loir, Le Lude
  -  Aire de service Sarthe-Touraine (dans les deux sens)

Passage du département de la Sarthe à celui d'Indre-et-Loire.
 Passage de la région des Pays de la Loire à la région du Centre-Val-de-Loire.
- Péage de Saint-Christophe (à système fermé)
- 27 Neuillé-Pont-Pierre à 368 km : Château-Renault, Neuillé-Pont-Pierre
  -  Aires de repos de Chantemerle (sens  Abbeville-Tours),  de Chenardière (sens Tours-Abbeville)
  -  à 400 m.
  -   à 200 m. Avant réduction à 1 voie.
  -   Réduction à 1 voie.
  -  Sur l'échangeur.
- Échangeur entre A10 et A28 à 387 km : Orléans, Blois, Tours, Poitiers, Bordeaux, Vierzon
  - Fin de la section Le Mans - Tours. Fin de l'autoroute A28, redirigée vers l'autoroute A10.

## Lieux sensibles
- Descente suivant l'aire du Translay (sens Abbeville - Rouen)
- Descente suivant l'échangeur des Hayons (sens Rouen - Abbeville)
- Traversée de Rouen très difficile
- Étroitesse des voies de gauche d'Alençon à Tours.

## Autour de l'autoroute
- En 1998, l'arrêt de la construction de l'A28 sur la commune de Saint-Marceau a été mis à profit par Philippe Berre, escroc dont il est question dans le film À l'origine (2009).

## Logos des sociétés de gestion

Logo de Vinci Autoroutes en 2023

Les sociétés de gestion de l'autoroute sont nombreuses mais l'A28 n'en a que deux : Cofiroute et Alis.